# 开元寺无梁殿
开元寺无梁殿，位于江苏省苏州市姑苏区盘门内东大街11号万丽花园小区内。1956年被列为江苏省文物保护单位。2013年列为第七批全国重点文物保护单位。

## 历史
开元寺最初为东吴孙权始建，吴越钱氏于925年将其迁至盘门内现址。1860年庚申之劫中开元寺被毁，仅余无梁殿和普同塔。1873年部分恢复。1950年中共吴县县委、吴县人民政府占用该寺，逐渐改建寺内建筑。1966年文化大革命中砸毁普同塔（苏州市文物保护单位）。1979年拆除大殿。1980年代末县政府迁到城南长桥镇，此处由供销总社开办茶叶批发市场，至1990年代末又改建为居民小区。
无梁殿是开元寺目前仅存的一座古建筑，建于明万历四十六年（1618年），即藏经阁，高两层，面阔七间，歇山顶，覆以绿、黄二色琉璃瓦。建筑雕刻均颇精细。